# روابط سوئد و ناتو
سوئد در ۷ مارس ۲۰۲۴ به سازمان پیمان آتلانتیک شمالی (ناتو) پیوست. پیش از پیوستن، سوئد و ناتو از سال ۱۹۹۵، زمانی که یک گردان از جانب سوئد به نیروی حافظ صلح ناتو در بوسنی و هرزگوین فرستاده شد، به‌طور منظم تمرین‌های مشترک، همکاری در عملیات‌های حفظ صلح و اشتراک‌گذاری اطلاعات را انجام دادند. سوئد در ۹ مه ۱۹۹۴ به مشارکت برای صلح پیوست.
از نظر تاریخی، اقلیتی از جمعیت سوئد طرفدار عضویت در ناتو بوده‌اند، اما نظر اکثریت پس از حمله روسیه به اوکراین در فوریه ۲۰۲۲ تغییر کرد و سوئد به همراه فنلاند در مه ۲۰۲۲ درخواست پیوستن به این سازمان را دادند. در ژوئیه ۲۰۲۲، ناتو پروتکل الحاق سوئد را برای پیوستن به آن امضا کرد. تا پایان سپتامبر ۲۰۲۲، همه اعضای ناتو به جز ترکیه و مجارستان، الحاق سوئد را تصویب کرده بودند. ترکیه الحاق سوئد را در ۲۶ ژانویه ۲۰۲۴ و پس از آن مجارستان در ۷ مارس ۲۰۲۴ تصویب کردند. سوئد در ۷ مارس ۲۰۲۴ رسماً به عضویت ناتو درآمد.

## تاریخچه

### بعد از جنگ‌های ناپلئون
سوئد در طول جنگ‌های ناپلئون در سال ۱۸۱۲، بعد از دست دادن بخش زیادی از خاک خود به روسیه، سیاست بی‌طرفی را در پیش گرفت. از سال ۱۸۱۴، سوئد به‌طور رسمی اعلام جنگ نکرده‌است و این کشور حتی در طول جنگ جهانی اول و دوم بی‌طرف باقی ماند.

### در طول جنگ سرد
از زمان تأسیس ناتو در ۱۹۴۹، سوئد تصمیم گرفت به آن ملحق نشود. در عوض، این کشور یک سیاست امنیتی را با هدف عدم تعهد در صلح و بی‌طرفی در جنگ اعلام کرد. سوئد سیاست بی‌طرفی خود را در طول جنگ سرد حفظ کرد. کارل بیلت، نخست‌وزیر سابق سوئد خاطرنشان کرده‌است که این سیاست در پاسخ به این نگرانی بود که اگر سوئد به ناتو بپیوندد، اتحاد جماهیر شوروی ممکن است با حمله به فنلاند همسایه، که سوئد روابط نزدیکی با آن داشت، پاسخ دهد. فنلاند در حالی که مستقل بود، در طول جنگ سرد به احترام اتحاد جماهیر شوروی همسایه خود، سیاست بی‌طرفی را در امور خارجی اتخاذ کرد که معمولاً به عنوان فنلاندیزاسیون شناخته می‌شد.

### ژوئن ۲۰۲۲ - مارس ۲۰۲۴: «تصویب»
روند تصویب با دعوت فنلاند و سوئد برای عضویت در اجلاس سران ناتو در مادرید در ۲۹ ژوئن ۲۰۲۲ آغاز شد. مذاکرات اعضا در ۴ ژوئیه برگزار شد و پروتکل‌های الحاق در ۵ ژوئیه در بروکسل امضا شد. در همان روز، کانادا اولین کشوری بود که هر دو درخواست را تصویب کرد. تا اکتبر ۲۰۲۲، تمامی اعضای ناتو به جز ترکیه و مجارستان، فرآیندهای تصویب الحاق سوئد را تکمیل کرده بودند.
تصویب عضویت سوئد در ناتو توسط مجارستان پس از امضای سند تصویب توسط رئیس مجلس ملی و توسط رئیس‌جمهور مجارستان و تودیع سند تصویب، اجرایی می‌شود. از آنجایی که لازلو کوور به تازگی از سمت خود استعفا داده بود رئیس‌جمهور موقت کفیل وی شد، پس از استعفای کاتالین نواک به دلیل رسوایی عفو، تصویب‌نامه در ۲ مارس توسط رئیس موقت مجلس ملی سندور لزاک امضا شد. این قانون برای انتشار به دفتر رئیس‌جمهور ارسال گردید، و تاماس سولیوک رئیس‌جمهور تازه منتخب که در ۵ مارس به قدرت رسید، آن را امضا کرد.
به این ترتیب در ۷ مارس ۲۰۲۴، مجارستان سند تصویب خود را تودیع کرد.

### ۲۰۲۴ –اکنون: عضویت سوئد در ناتو

عضویت اروپا در اتحادیه اروپا و ناتو در مارس ۲۰۲۴
فقط اعضای اتحادیه اروپا
فقط اعضای ناتو
اعضای اتحادیه اروپا و ناتو

جاگرهای ساحلی فنلاند در حال بارگیری تجهیزات از کشتی آبی خاکی آمریکایی یواس‌اس گانستون هال (ال‌اس‌دی-۵) بر روی کشتی تهاجمی سریع کلاس CB90 سوئدی در طول رزمایش ناتو مدافع استوار ۲۰۲۴ در مارس ۲۰۲۴ هستند.

عضویت سوئد (علاوه بر فنلاند) در ناتو وضعیت استراتژیک دریای بالتیک را به شدت تغییر داده‌است. این امر دسترسی ناتو به کشورهای بالتیک را در پاسخ به تهاجم آنها تسهیل می‌کند، به طوریکه می‌تواند با حمله به شکاف سووالکی منزوی آن را محاصره کند. ناتو در سال ۲۰۱۵ گزارش داد که روسیه در سال ۲۰۱۳ حمله اتمی به سوئد را شبیه‌سازی کرده‌است و سرگئی لاوروف، وزیر امور خارجه روسیه در سال ۲۰۱۶ تهدید کرد که «اقدامات لازم» را برای جلوگیری از عضویت سوئد در ناتو اتخاذ خواهد کرد. در سپتامبر ۲۰۱۶، گزارشی از دولت سوئد نشان داد که تشدید تنش‌ها در بالتیک می‌تواند کاتالیزور احتمالی برای پیوستن سوئد به ناتو باشد. 

الحاق سوئد به اتحادیه اروپا در گسترش ۱۹۹۵ اتحادیه اروپا